# Michael Stuart
Michael Stuart (New York, 9 januari 1975) is een uit Puerto Rico afkomstige Amerikaanse salsazanger en acteur.

## Biografie
Stuart werd geboren in New York uit Puerto Ricaanse ouders, die zich in de jaren 1960 vestigden, nadat ze uit Puerto Rico waren verhuisd. Daar ontving Stuart zijn basis- en middelbaar onderwijs. Muzikaal werd hij beïnvloed door zijn oom Israel 'Timbalero' Stuart. Stuart groeide op met het luisteren naar hiphop en rockmuziek. Hij ging van vele soorten muziek houden, vooral van Latijns-Amerikaanse muziek. Zijn oom 'Timbalero' was een professionele muzikant en orkestleider. Stuart vergezelde zijn oom naar vele repetities, waar hij zong en de maracas of conga's speelde. Hij leerde zichzelf trompet spelen en meestal zong hij op de tonen van Héctor Lavoe en het El Gran Combo. Het was Domingo Quiñones die Stuarts zangstijl had beïnvloed.
Met de hulp van zijn oom duurde het niet lang, voordat Stuart een back-up zong voor mensen als Johnny Rivera en Marc Anthony. In 1996 nam Stuart zijn eerste cd Cuento de la Vecinidad (Tale of the Neighborhood) op, met een remake van Michael Jacksons The Lady in My Life. Zijn debuut-cd was een hit in de Spaanse gemeenschap. Hij ontving de Farandula Magazine «New Artist of the Year 1996–97 Award» en de «Tropical New Artist 1997 Award» van de Tu Musica Awards en werd genomineerd voor de «New Artist of the Year» bij de Lo Nuestro Awards in 1997. In dat jaar zong Stuart ook in een Banco Popular-productie ter ere van Bobby Capó, met Danny Rivera, José Feliciano en Chucho Avellanet. In 1998 nam Stuart zijn tweede cd Retratos (Pictures) op. Onder de prijzen die hij voor deze opname won, waren de «New Salsa Artist Award» en de «Paoli Award». Hij debuteerde ook in de Puerto Ricaanse versie van het muziekstuk Jesus Christ Superstar in San Juan, naast Olga Tañón. Stuart ontving voor zijn optreden de «Best New Actors Award» van de Theatre Circle. In de productie van Banco Popular uit 1998 ter ere van componist Rafael Hernández, zong Stuart naast Ricky Martin en Gilberto Santa Rosa. In 1999 ontving Stuart een speciale erkenning van het Huis van Afgevaardigden van Puerto Rico, en hij ontving ook de «Peoples Choice Award» in de categorie «Tropical» bij de Tu Music Awards.
In 2000 bracht Stuart zijn derde album Subeme el Volumen (Bring up the Volume) uit. Dat jaar zong hij Algo En Ella (Something in Her) voor de filmsoundtrack van Under Suspicion, een film waaraan Miguel Ángel Suárez en Nydia Caro deelnamen. De soundtrack bevatte ook nummers van mede-Puerto Ricanen Carlos Ponce, Ednita Nazario en Olga Tañón. Stuart zong ook twee nummers in Obra Maestra (Masterpiece) van Eddie Palmieri en wijlen Tito Puente. In 2002 bracht Stuart zijn vierde cd Michael Stuart uit. In 2004 bracht Stuart het latin pop-album Sin Miedo uit, dat werd genomineerd voor de Latin Grammy Awards van 2005 voor «Best Tropical-Contemporary Album of the Year». In 2005 speelde hij in het muzikale evenement Homenajes, dat door de Verenigde Staten, Zuid-Amerika en Europa toerde en een eerbetoon bracht aan historische uitvoerders van Latijns-Amerikaanse muziek. In 2006 bracht Stuart Back to da Barrio uit, een salsa-album met opmerkelijke reggaeton-nummers gezongen door andere reggaeton-artiesten, zoals Ven Bailalo, Pobre Diabla en Mayor Que Yo. Stuart is actief in de muziekwereld en neemt deel aan podiumproducties in Puerto Rico. Stuart nam op 9 augustus 2008 deel aan het strandfestival Back to School.

## Discografie
- 1996: Cuentos de la Vecindad (RMM Records)
- 1998: Retratos (RMM Records)
- 2000: Súbele el Volumen (RMM Records)
- 2002: Michael Stuart (RMM Records/Universal Music Latino)
- 2004: Sin Miedo (RMM Records/Universal Music Latino)
- 2006: Back To Da Barrio (Machete Records)
- 2006: Grandes Exitos (CD & DVD) (RMM Records/Universal Music Latino)
- 2006: Pura Salsa (RMM Records/Universal Music Latino)
- 2007: Sentimiento De Un Rumbero (Machete Records)
- 2011: Tributo a Louie Ramirez (Amanece y Sigue Caliente) (RLM Productions)

- Gemeinsame Normdatei: 135020948
- International Standard Name Identifier: 0000 0000 5257 3792
- Library of Congress Control Number: no2001098143
- MusicBrainz: 84064ddf-9144-4891-9f13-9dc9b0382ee4
- Virtual International Authority File: 19337604
- WorldCat: E39PBJgt8Bm6JtjW4Pkc4xPG73